# Tratado de Almudévar
El Tratado de Almudévar fueron un conjunto de acuerdos secretos firmados en el castillo de Almudévar (Huesca), entre el 20-22 de marzo de 1364 entre el reino de Aragón, auspiciado por Pedro IV de Aragón acompañado por la reina Leonor de Sicilia, y el reino de Navarra, y entre Enrique de Trastámara con los navarros por otra parte, todo con el trasfondo de la guerra de los Dos Pedros y de los intereses de Carlos II de Navarra en Francia.

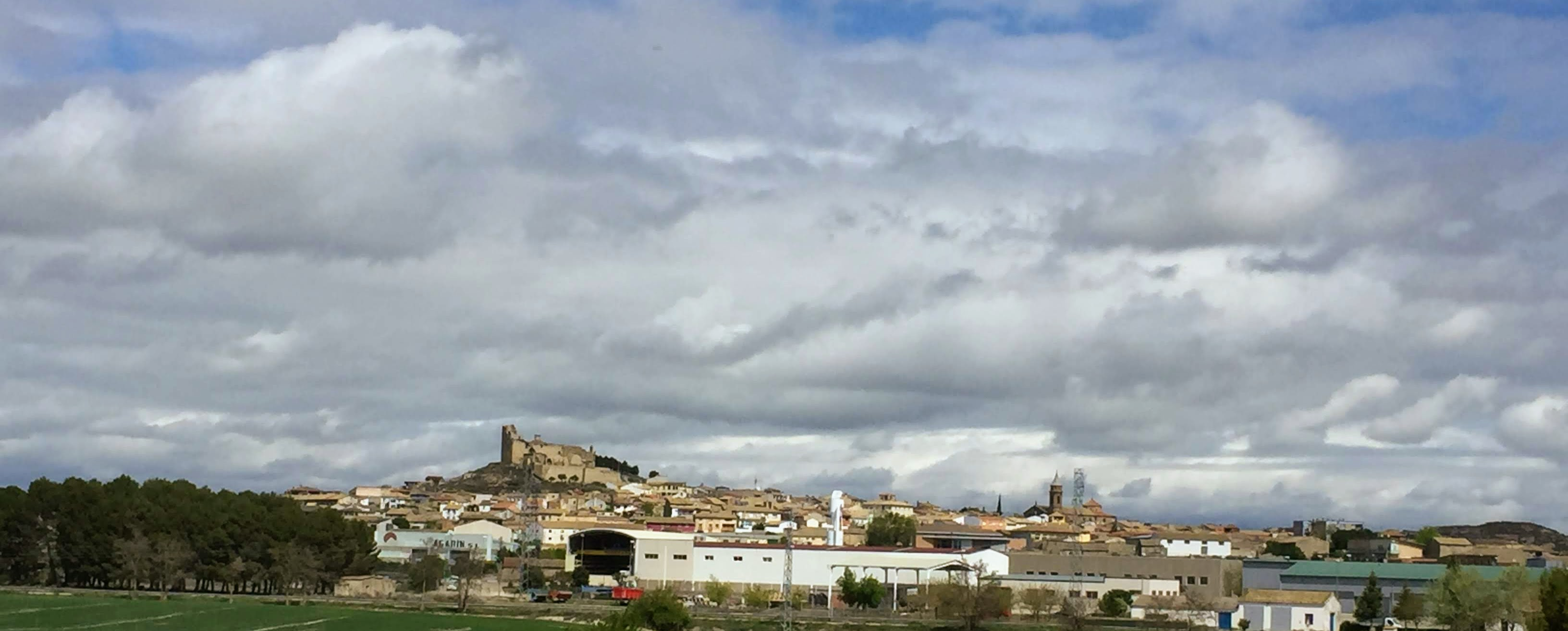
Vista general de Almudévar (Huesca) con el castillo de la Corona en la parte izquierda

## Contexto histórico
Tras la primera derrota en la Batalla de Nájera (24 de abril de 1360) Enrique de Trastámara se vio abocado a la firma del tratado de Terrer (1361). El acuerdo, que contó con la mediación del legado papal Guy de Boulogne, «será garantizado por el reino de Navarra». Sin embargo, lejos de poner fin al conflicto, «adquiere dimensiones internacionales: la llegada de Enrique de Trastámara a Francia dará un nuevo impulso al conflicto.»
Carlos II de Navarra, que había regresado a Navarra para finales de 1361, había comenzado desde principios de 1362 una nueva etapa recabando ayuda económica para reclutar nuevos contingentes para emprender una nueva campaña en Francia al tiempo que continuaba la excelente labor desarrollada por su hermano Luis de Navarra durante su ausencia de mantener la neutralidad de Navarra en la guerra de los dos Pedros. No obstante, Pedro I de Castilla, sabedor del desconocimiento geopolítico del navarro y distanciamento de la realidad hispana mientras estuvo ausente, logró atraerlo en su ofensiva contra Aragón (Tratado de Estella, 22 de mayo de 1362). 
Obligado a cumplir sus compromisos e intervenir, en julio de 1362 ataca testimonialmente la frontera aragonesa y envía tropas navarras junto a la expedición castellana desplegada sobre Valencia (1363). Pero, tratando de mantener la neutralidad, al mismo tiempo advertía a Pedro IV de Aragón. 
Alcanzada una nueva tregua con la firma del tratado de Murviedro (2 de julio de 1363) Navarra desempeña el papel mediador sin dejar de buscar apoyos para sus causas en Francia. Acabó vinculándose con Aragón y con Enrique de Trastámara (pactos secretos de Uncastillo, 25-26 de agosto de 1363). Siendo una alianza de alto riesgo para los intereses propios navarros, trató de ocultarla a Castilla simulando la captura del infante Luis.

## Contenido de los acuerdos
Entre los días 20 y 22 de marzo se celebran entrevistas personales en el castillo oscense de Almudévar entre Pedro IV de Aragón, Enrique de Trastámara y Carlos II de Navarra.
- En lo referente a Aragón y Navarra se acuerda el pago de 15.000 florines de oro del total de 50.000 florines estipulados en Sos, completando el pago restante durante el mes de abril. A ello se añade la entrega en propiedad de Jaca, Uncastillo, Sos, Ejea, Ruesta[7] y Tiermas; estas plazas, a cuenta de la suma pendiente establecida en el tratado de Sos «estaban en rehenes del rey de Navarra.»[8]

- En lo referente al acuerdo alcanzado entre Carlos II de Navarra y Enrique de Trastámara, se fijaba los términos de su colaboración en la disputa por la Corona castellana, contemplando el reconocimiento de Enrique como rey legítimo, recibiendo Carlos a cambio Burgos, el señorío de Vizcaya, Castilla la Vieja, Soria, Agreda y «demás tierras que fueron de Navarra». El castellano se comprometía por su parte a ayudarle en la guerra contra Francia, costeando su ayuda, e ir contra Aragón si no cumplía lo pactado con Navarra.[9]

## Consecuencias
El historiador J. M. Lacarra apostilla tales acuerdos: «Demasiados ofrecimientos por parte de todos, que, al parecer, nadie estaba dispuesto a cumplir (...) Todos buscaban con apremio el apoyo de posibles aliados, a la vez que negociaban con sus enemigos para tener previstas todas las posibilidades (...) Pero el ambiente estaba demasiado cargado, lo mismo en Francia que en España, para poder navegar con fortuna hasta el fin.»